# Assassinat d'Ella Bennet
El 4 de febrer de 2007, Paris Lee Bennett, un noi estatunidenc de 13 anys d'edat, va assassinar la seva germana de 4 anys d'edat, Ella Bennett, a Abilene (Texas, Estats Units d'Amèrica). Paris va apunyalar Ella 17 vegades.
El motiu de l'assassinat va ser el ressentiment de Paris cap a la seva mare, Charity Bennett, ja que creia que la millor manera de danyar-la emocionalment era que perdès un dels seus fills.
Paris es va declarar culpable al tribunal de menors d'assassinat amb la pena de mort i va rebre la pena màxima de 40 anys de presó, amb possibilitat de llibertat condicional després de 20 anys. Després de l'assassinat, Paris va ser diagnosticat com un psicòpata.
L'assassinat ha tingut molta atenció per les seves circumstàncies, així com per les edats tant de l'autor com de la víctima.

## Antecedents
Charity Bennett, mare de Paris i Ella Bennett, era filla de Kyla Claar Bennett, una dona acusada de conspirar per assassinar el seu marit i pare de Charity, James Robert Bennett Jr. Va ser declarada no culpable de manera controvertida, però Charity creu que la seva mare era realment culpable. Kyla més tard va fer broma en un documental sobre «manipular el jurat». Durant la seva infància, Charity es va convertir intencionadament en addicte a les drogues en un intent de cridar l'atenció de la seva mare cap a ella, però Kyla mai va mostrar cap interès. Molts sospiten que la Kyla és una psicòpata.
De petit, Paris era conegut com a carismàtic i simpàtic, i es deia que tenia un coeficient intel·lectual de 141. Després de néixer la germana petita de Paris, Ella, semblava mostrar ressentiment perquè ja no era l'únic focus de la vida de la seva mare. Un any abans de l'assassinat d'Ella, Paris va ser ingressat en un centre de salut mental després d'intentar apunyalar a Charity.

## L'assassinat
Poc abans de l'assassinat, la Charity havia recaigut en la seva addicció a les drogues, i es creu que aquest va ser el punt de ruptura de Paris, pel que el va fer decidir assassinar Ella.
El 4 de febrer de 2007, Charity va contractar una mainadera, ja que va haver de treballar fins tard a la seva feina al restaurant Buffalo Wild Wings, ja que era la nit del Super Bowl de 2007. Cap a les 22:00h, Paris va poder manipular la mainadera i la va convèncer de sortir de casa. Més tard aquella nit, abans de les 23:30h, Paris va entrar a l'habitació d'Ella, la va ofegar i la va agredir sexualment mentre la va apunyalar 17 cops. Després de l'assassinat, va trucar a un amic de l'escola durant uns sis minuts abans de decidir trucar al 9-1-1 a les 23:42h. A la trucada, Paris va intentar fingir bogeria, dient al despatxador que pensava que Ella era un dimoni amb cap de carbassa inflamat i per això la va apunyalar. Una vegada que el despatxador va ordenar a Paris que fes una RCP, en lloc d'això va fingir que estava comptant amb el despatxador mentre caminava per l'habitació. Paris va ser arrestat més tard, abans de les 00:30h.

## Els procediments legals
Després de la seva detenció, Paris va ser acusat de l'assassinat d'Ella. Paris no va ser acusat com a adult, ja que l'edat mínima que un menor pot ser jutjat com a adult a Texas és de 14 anys. En canvi, va ser jutjat al tribunal de menors i va ser declarat culpable d'assassinat. Va ser condemnat a 40 anys de presó amb possibilitat de llibertat condicional després de 20 anys, que és la pena màxima per a un acusat condemnat per assassinat al tribunal de menors de Texas. Quan tenia 19 anys d'edat, París va ser traslladat a la presó d'adults. Durant el procediment, Paris va ser diagnosticat com un psicòpata. Ha dit que ha tingut una idea homicida des que era petit. Paris serà elegible per primera vegada a la llibertat condicional el febrer de 2027. Si mai se li concedeix la llibertat condicional, sortirà en llibertat el febrer de 2047.

## Conseqüències
Charity inicialment va mantenir contacte amb Paris desprès de l'assassinat, que Paris va dir que el va sorprendre. Han dit a Charity que ella i el seu nou fill corren un risc un cop alliberat Paris, cosa que accepta i ha reconegut que probablement haurà de traslladar-se a una nova ubicació un cop Paris sigui lliure. Els experts han dit que és poc probable que París es pugui rehabilitar mai.
L'any 2021, Charity va declarar que havia cessat tota comunicació amb París després d'assabentar-se que estava involucrat amb una dona que estava sota fiança a dues hores d'on vivia per planejar un tiroteig massiu. Ella va declarar: «Finalment vaig acceptar que està bé estimar-lo com el meu fill, però realment no m'agrada l'home en què s'ha convertit».

## Als mitjans de comunicació
El 2017 es va estrenar un documental titulat The Family I Had sobre el cas; es va centrar en la vida de Charity de ser la filla d'un sospitós d'assassinat (Kyla) i la mare d'un assassí (Paris) i d'una víctima d'assassinat (Ella).
Paris Bennett va ser notícia el 2019 quan va concedir una entrevista a l'emissora de Piers Morgan.